# Église de Vilppula
L'église de Vilppula (finnois : Vilppulan kirkko) est  une église luthérienne construite à Vilppula dans la ville de Mänttä-Vilppula en Finlande.

## Description
L'église de Vilppula est un édifice en bois avec une tour d'extrémité conçu par l'architecte Georg Schreck et achevé en 1900.
Les vitraux de l'église sont d'influence gothique et les bancs de la nef d'influence art Nouveau.
L'église peut accueillir environ 700 personnes.
Le retable, intitulé Le Sauveur au milieu d'un paysage montagneux de  Palestine, est peint par Pekka Halonen en 1914.
Les vitraux du chœur sont nommés Alfa et Oméga.
Le cimetière de Vilppula est situé a côté de l'église.

## Galerie

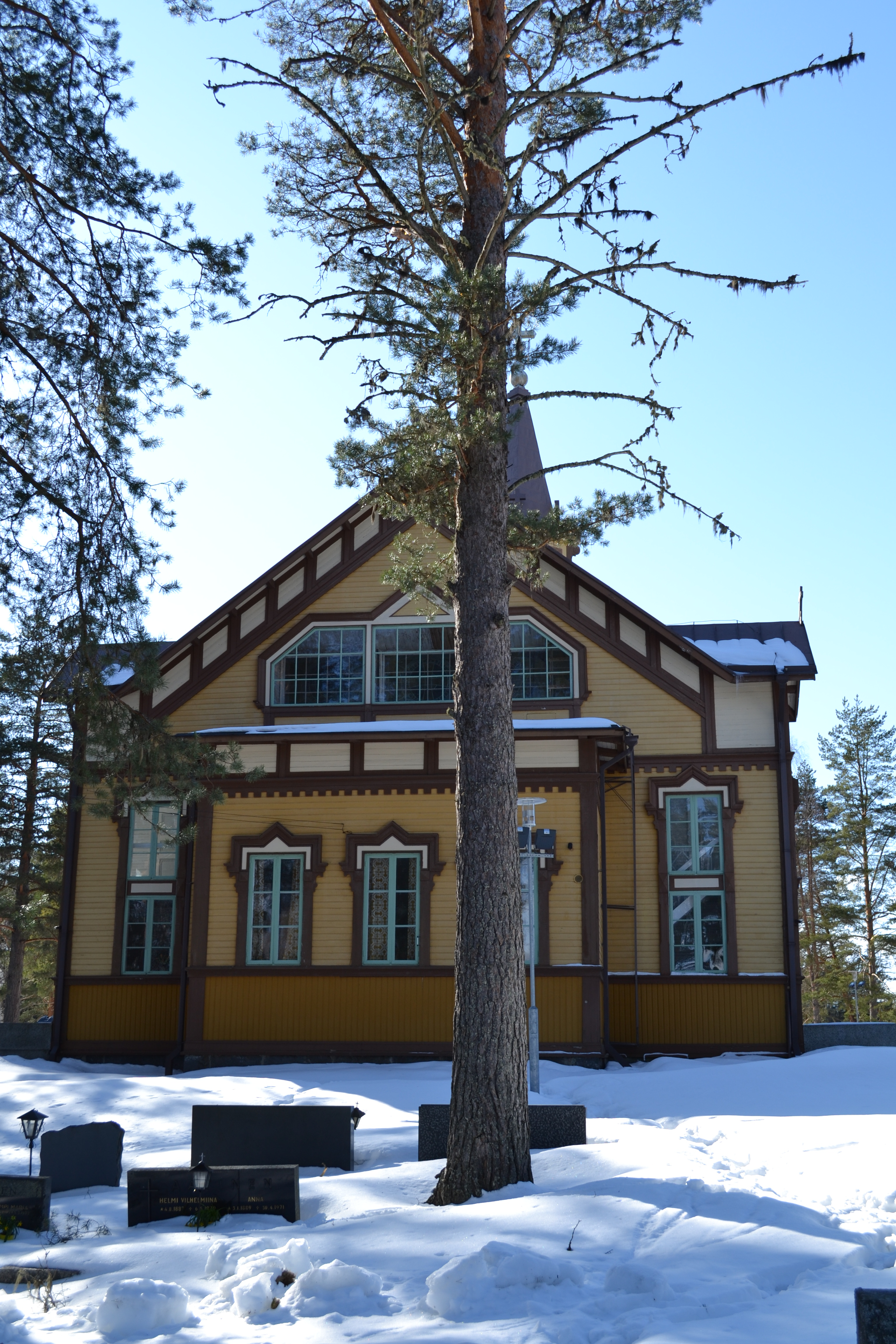
L'église.
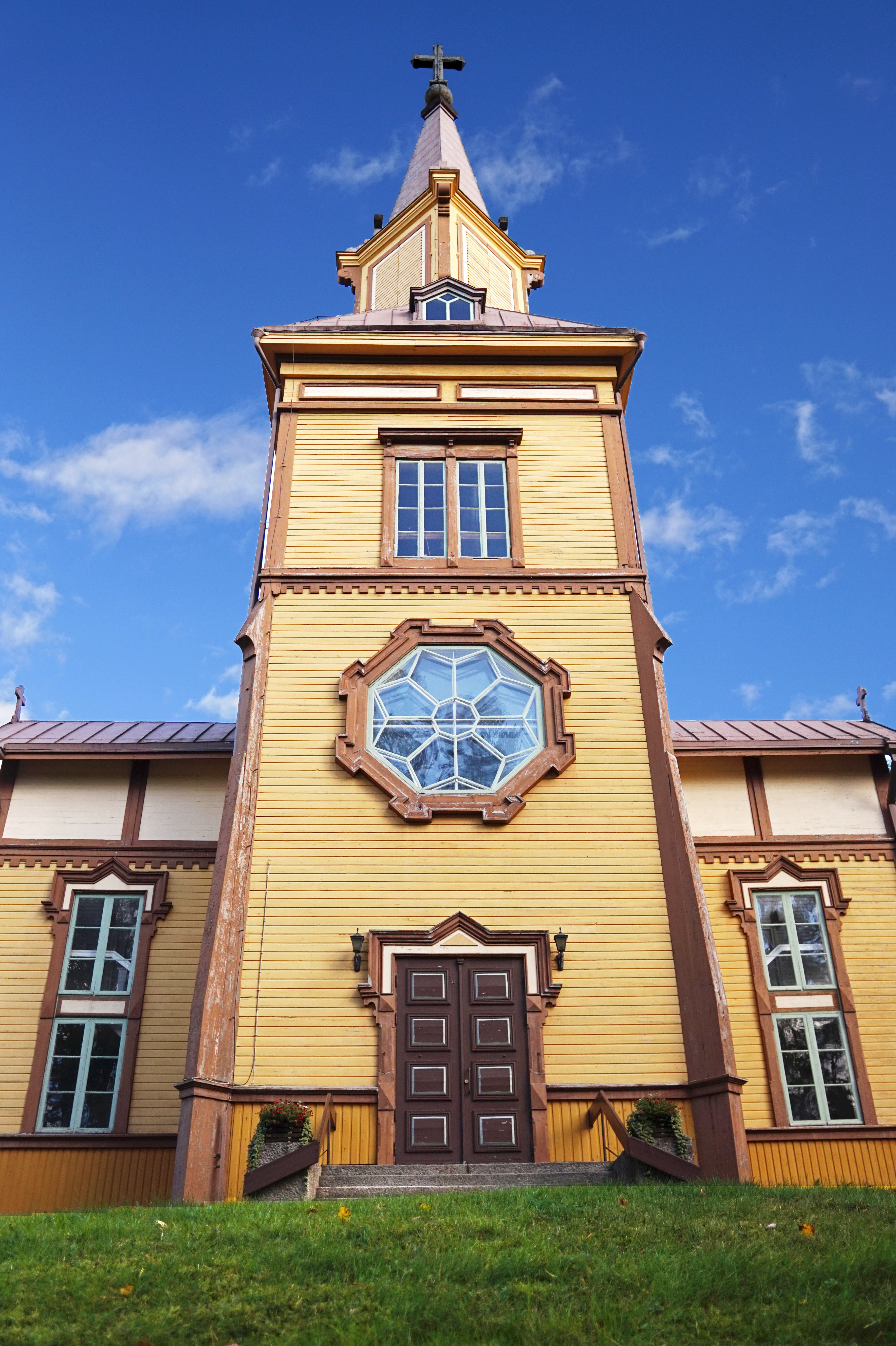
L'entrée.

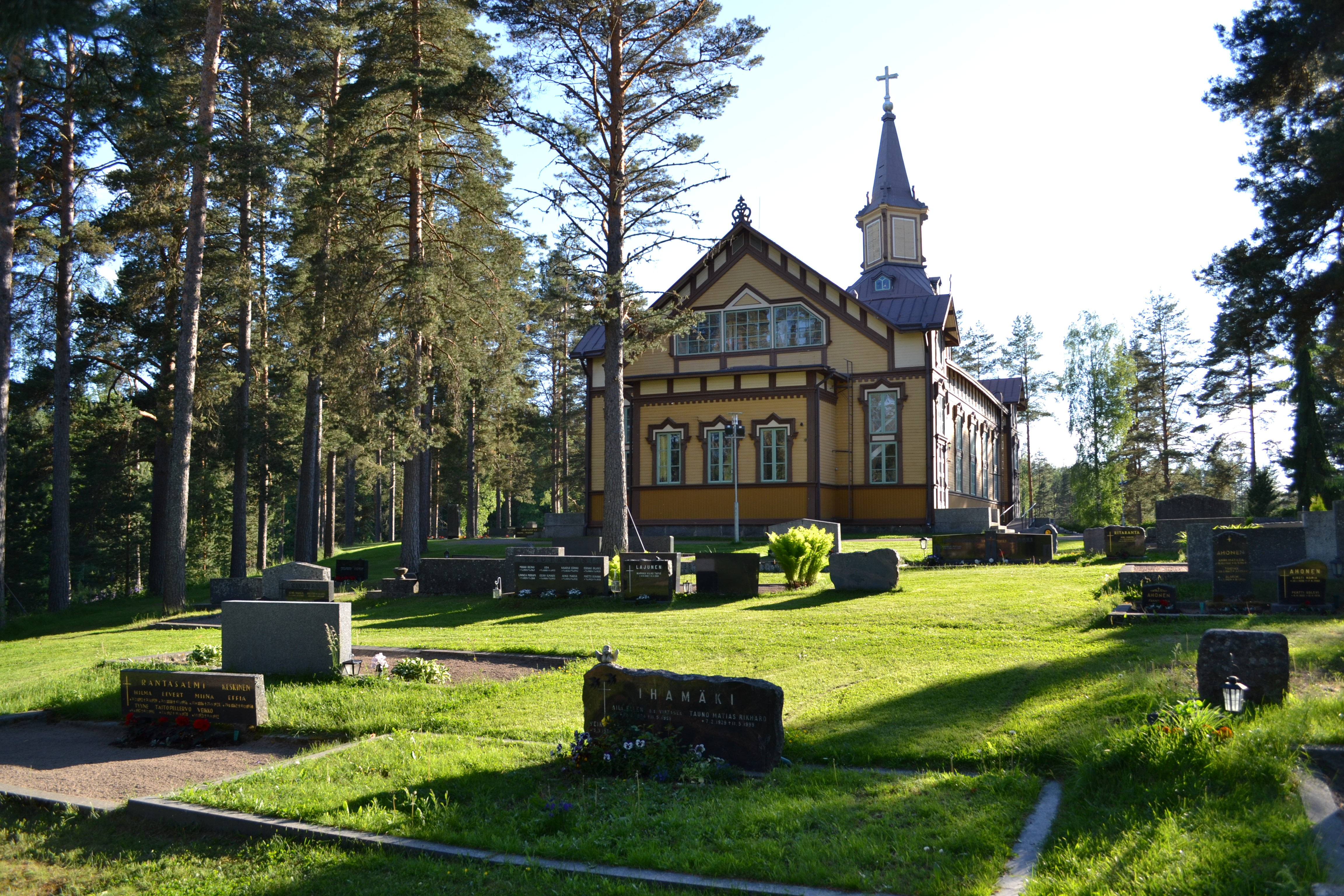
Le cimetière.
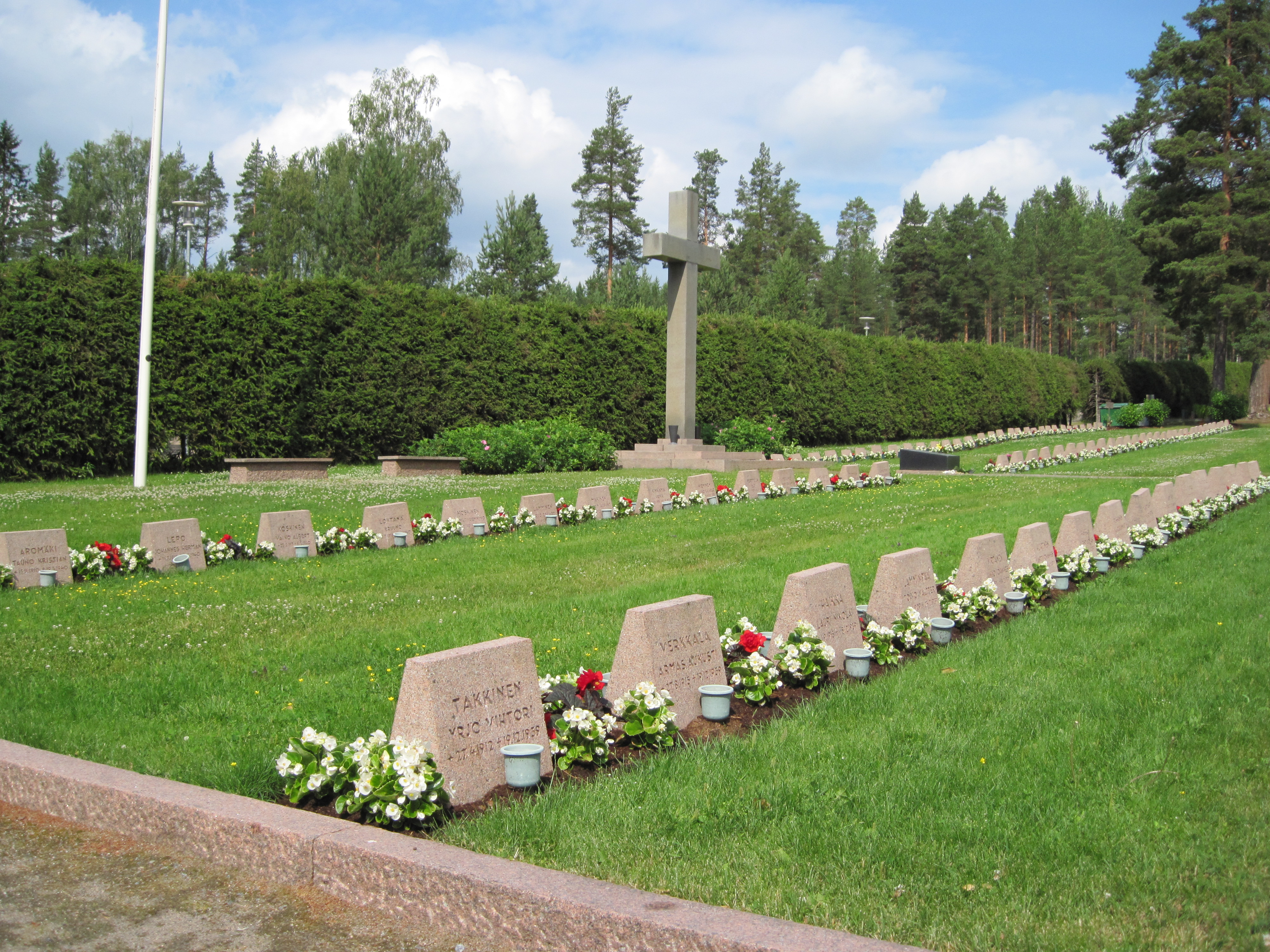
Le carré militaire.
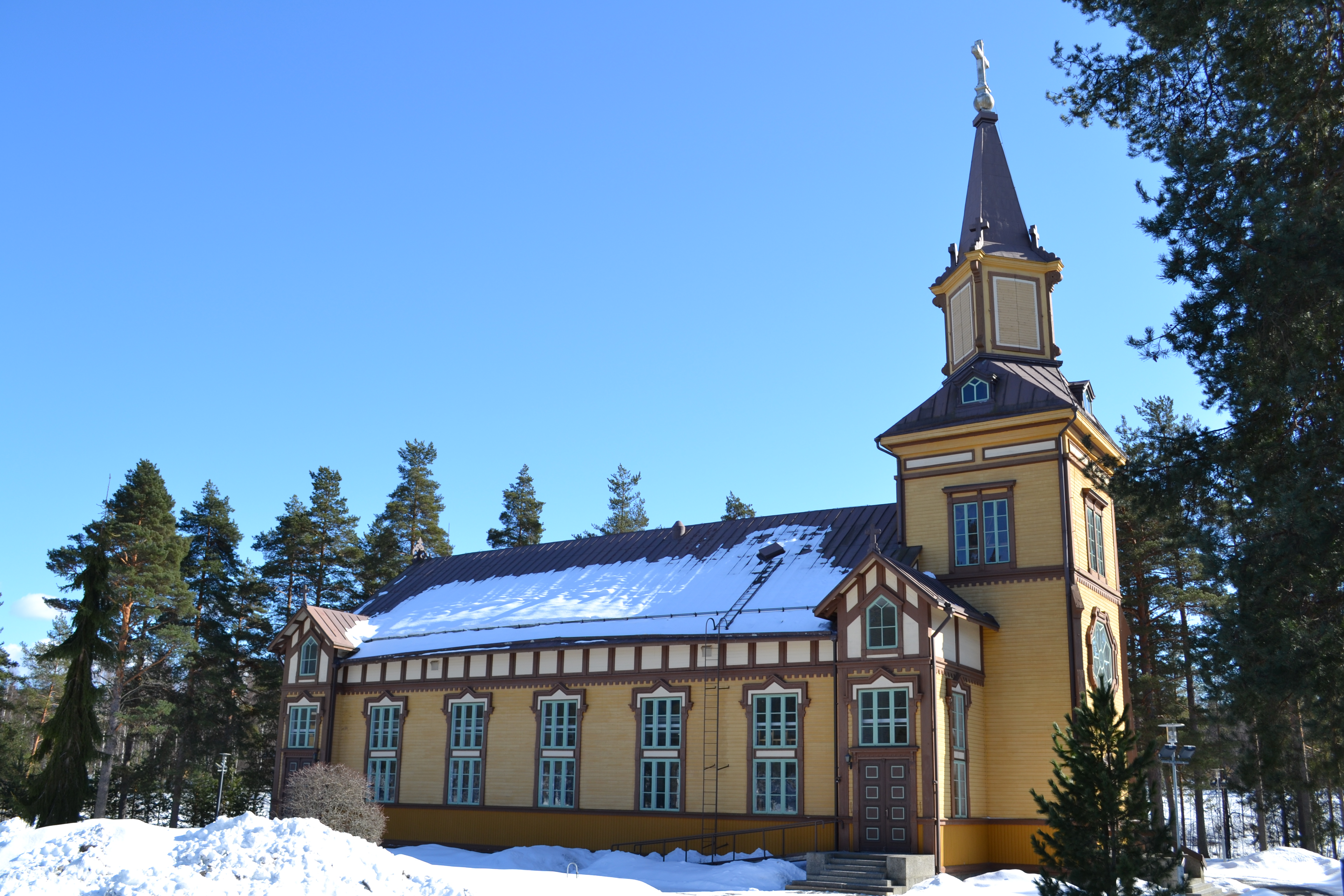
L'église en hiver.